# Melamadai
Melamadai là một thị xã panchayat của quận Madurai thuộc bang Tamil Nadu, Ấn Độ.

## Nhân khẩu
Theo điều tra dân số năm 2001 của Ấn Độ, Melamadai có dân số 28.885 người. Phái nam chiếm 51% tổng số dân và phái nữ chiếm 49%. Melamadai có tỷ lệ 78% biết đọc biết viết, cao hơn tỷ lệ trung bình toàn quốc là 59,5%: tỷ lệ cho phái nam là 82%, và tỷ lệ cho phái nữ là 74%. Tại Melamadai, 10% dân số nhỏ hơn 6 tuổi.